# Tartarin von Tarascon

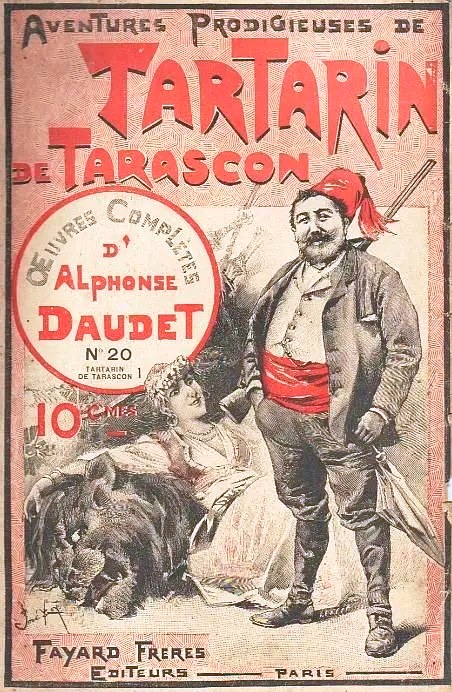
Aufmachung einer Ausgabe von 1899

Tartarin von Tarascon ist eine literarische Gestalt des französischen Schriftstellers Alphonse Daudet. Tartarin ist die Titelfigur seiner drei Schelmenromane:
- Die wunderbaren Abenteuer des Tartarin von Tarascon (Aventures prodigieuses de Tartarin de Tarascon) (1872)
- Tartarin in den Alpen (Tartarin sur les Alpes) (1885)
- Port-Tarascon. Die letzten Abenteuer des berühmten Tartarin (Port-Tarascon. Dernières Aventures de l'illustre Tartarin) (1890).

## Entstehungsgeschichte
Der erste Roman Die wunderbaren Abenteuer des Tartarin von Tarascon erschien 1872 in Buchform. Bereits zuvor war er als Fortsetzungsroman in einer Zeitung veröffentlicht worden, wobei die Titelfigur noch den Namen „Barbarin“ trug. Da in Tarascon jedoch eine alteingesessene Familie namens Barbarin lebte, die sich von Daudets Erzählungen beleidigt fühlte, änderte der Autor noch während der Drucklegung der Buchausgabe den Namen in „Tartarin“. Noch früher, nämlich am 18. Juni 1863, war im Le Figaro Chapatin, der Löwenjäger erschienen. In dieser Erzählung hat Daudet bereits Charakter und Handlung des Tartarin vorgezeichnet.

## Die wunderbaren Abenteuer des Tartarin von Tarascon

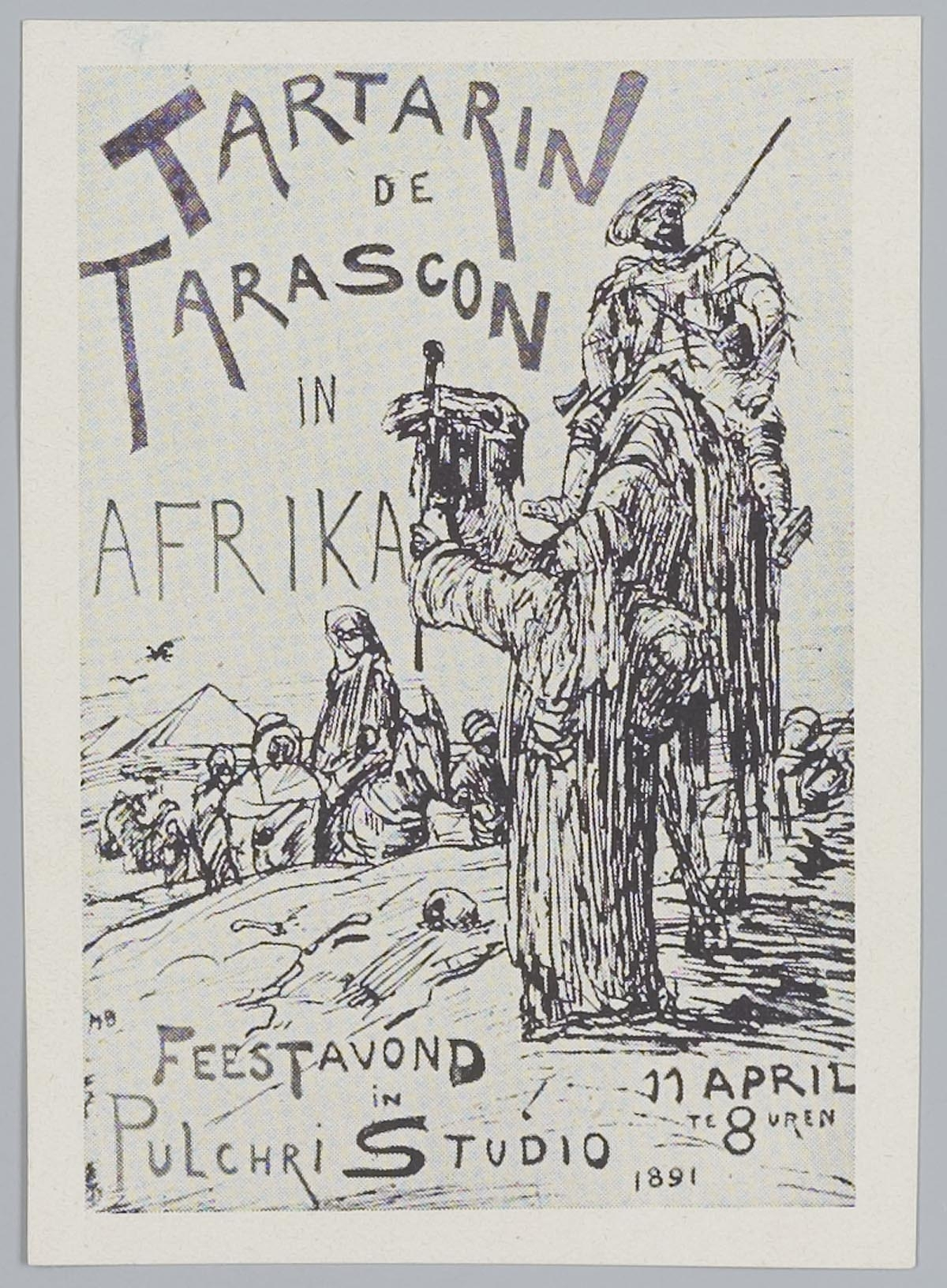
Plakat für eine Abendveranstaltung 1891

Der erste Teil des Tartarin-Zyklus ist zugleich der berühmteste. Der Roman ist geschrieben im Ton spöttisch-übertriebener Bewunderung für den „heldenmütigen“ Tartarin. Daudet nennt den „wackeren, kleinen Rentner“ fortwährend ironisch „großer Mann“, „Teufelskerl“, „der unerschrockene, der unvergleichliche Tartarin“. Doch er ist nur ein Aufschneider und Säbelrassler, ein Maulheld, der kaum je aus seiner Vaterstadt herausgekommen ist und seine Abenteuer nur in der Fantasie erlebt. Aber „der Südländer lügt nicht, er erliegt einer Täuschung.“ Daudet beschreibt Tartarin als Don Quijote und Sancho Pansa in einer Person – hin- und hergerissen zwischen Abenteuerlust und wehleidiger Bequemlichkeit.
Eines Tages entsteht das Gerücht, er werde auf Löwenjagd gehen. „Am meisten von allen in der Stadt war aber Tartarin überrascht, als er hörte, daß er nach Afrika reisen sollte. Doch da kann man sehen, was Eitelkeit vermag!“ Bei der Überfahrt wird er seekrank, ebenso beim Ritt auf einem Kamel; er erschießt aus Versehen einen kleinen Esel, wird von einem Hochstapler betrogen und hat schließlich doch noch den ersehnten Jagderfolg: er erlegt einen alten, zahmen und blinden Löwen. Die Bevölkerung von Tarascon bereitet ihm bei seiner Heimkehr einen triumphalen Empfang.

## Hintergrund
Das Urbild des Tartarin war Daudets Cousin Henri Reynaud, der den Schriftsteller auch im Winter 1861/62 auf einer mehrmonatigen Reise durch Algerien begleitet hatte.
Ein anderes Vorbild war Jules Gérard, der „Löwentöter“, den Daudet sowohl in Die wunderbaren Abenteuer des Tartarin von Tarascon, als auch in der Chapatin-Erzählung  namentlich erwähnt. Charles-Laurent Bombonnel, ein damals bekannter französischer Abenteurer und Pantherjäger, „Le Tueur de Panthères“, wird sogar in die Handlung miteinbezogen; ironischerweise – und im Gegensatz zu Tartarin – als kleiner, glatzköpfiger, alter Herr mit Regenschirm: „der richtige Notar vom Lande.“
Mit dem Angeber Tartarin thematisiert Daudet die in Nordfrankreich weitverbreitete Ansicht, der Südfranzose nehme es mit der Wahrheit nicht so genau. Außerdem parodiert er in Die wunderbaren Abenteuer des Tartarin von Tarascon die literarische Mode der Jagdromane und weist auch darauf hin, dass es damals in Algerien überhaupt keine freilebenden Löwen mehr gab. Diese Tatsache lässt das martialische Jagdunternehmen des „Helden aus Tarascon“ noch absurder erscheinen.

## Rezeption

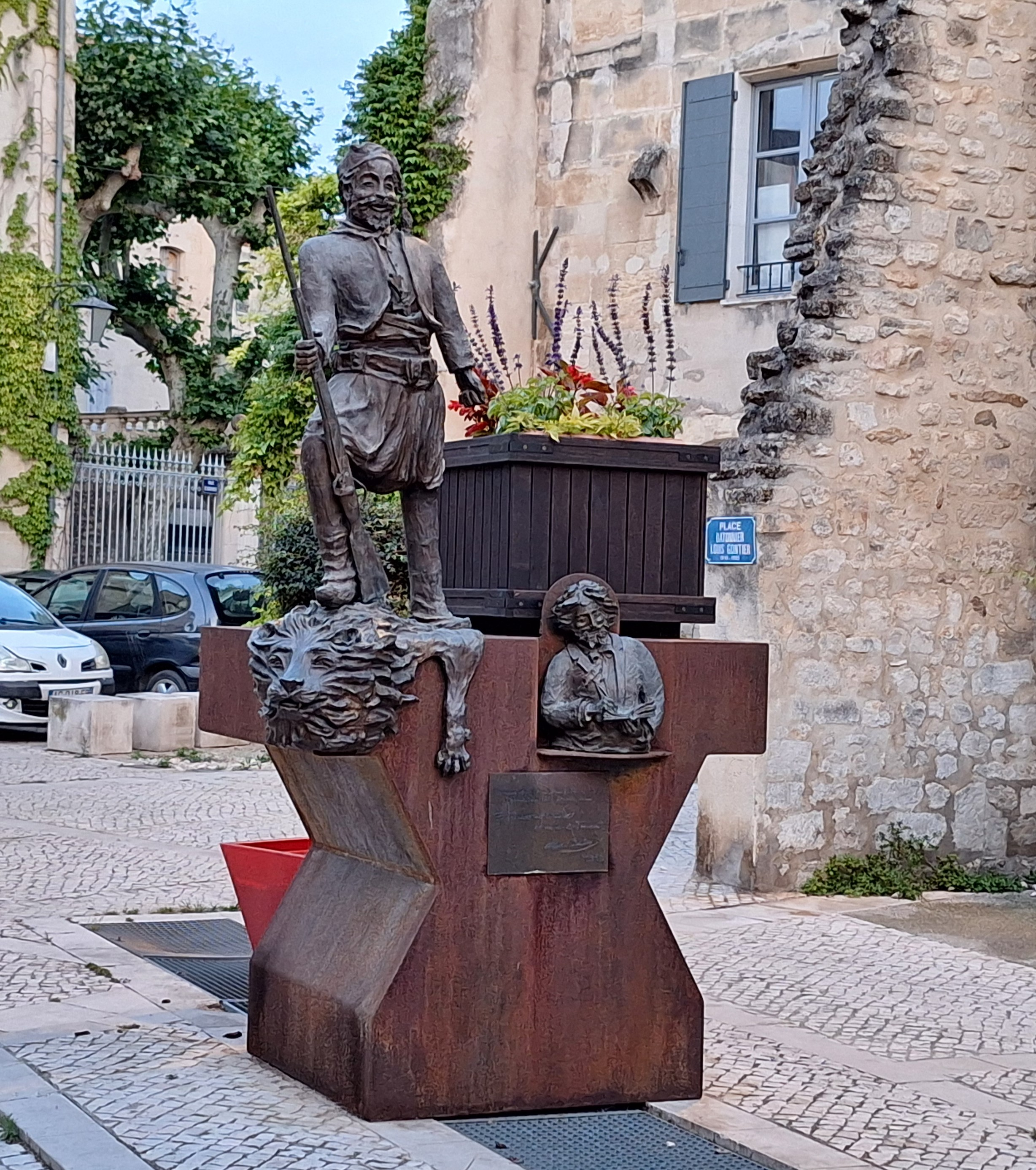
Tartarin de Tarascon

- Tartarin  von Tarascon ist in Frankreich zum Volksbuch geworden, und die Titelfigur bereits zu Daudets Lebzeiten zum Inbegriff des Angebers: „[...] wenn ich sagen höre: „Er ist ein Tartarin…“ Ich erbebe dann, erbebe im Stolz eines Vaters, der in der Menge verborgen steht, während man seinen Sohn feiert.“[9]

- In der Rue des Halles in Tarascon steht eine Skulptur des Tartarin de Tarascon, die ihn mit dem erlegten Löwen zeigt. Auf ihr ist auch Alphonse Daudet dargestellt, dem das Schreiben der Geschichten offenbar sichtlich Vergnügen bereitet.

- Der aufschneiderische Südfranzose „in der Linse der Kleinhumoreske gefangen, […] dessen Phantasie über alle Rückschläge triumphiert.“[10]

- Gottfried Keller, der in seiner Novelle Pankraz, der Schmoller ebenfalls das Motiv der Löwenjagd aufgegriffen hat, über Daudet: „Der hat viele Register an seiner Orgel.“[11]

- Ödön von Horváth bezeichnet Tartarin in seinem Roman Der ewige Spießer (1930) als den „französischen Oberbayern“.[12]

## Verfilmungen
- 1908 entstand der Stummfilm Tartarin de Tarascon von Georges Méliès als Kurzfilm.
- Raimu ist in der Titelrolle des 1934 entstandenen Films Tartarin de Tarascon zu sehen. Raymond Bernard schrieb das Drehbuch und führte Regie.
- Eine weitere Verfilmung stammt aus dem Jahr 1962, mit Francis Blanche als Tartarin und Michel Galabru.

## Ausgaben
- Alphonse Daudet: Tartarin von Tarascon. Insel, Leipzig 1913. (Übersetzt von Paul Stefan.)
- Alphonse Daudet: Die wunderbaren Abenteuer des Tartarin von Tarascon. Gelber Verlag, Dachau 1913. (Übersetzt von Adolf Gerstmann. Mit 45 Zeichnungen von Emil Preetorius.)
- Alphonse Daudet: Die Abenteuer des Herrn Tartarin aus Tarascon. E. Reiss, Berlin 1921. (Neu übersetzt von Klabund. Mit vielen Vollbildern u. Vignetten von George Grosz.)
- Alphonse Daudet: Tartarin aus Tarascon. Deutsche Buch-Gemeinschaft, Berlin 1928. (Übersetzt von Ernst Weiß. Zeichnungen von Prof. Walt(h)er Klemm.)
- Alphonse Daudet: Meistererzählungen. Manesse Verlag, Zürich 1959, ISBN 3-7175-1088-6.
- Alphonse Daudet: Die gewaltigen Abenteuer des Tartarin von Tarascon. Aufbau, Berlin 1962. (Übersetzt von Alice und Hans Seiffert)
- Alphonse Daudet: Tartarin von Tarascon. 1. Auflage. Insel, Frankfurt am Main und Leipzig 1974, ISBN 3-458-31784-8.